# 마족
마족(Người Mạ)은 몽크메르어파에 속하는 베트남의 소수 민족이다. 1999년 시점에서의 인구는 33,338명이다. 그 대부분이 럼동성에 거주하며, 특히 동나이강 상류 지역에 집중되어 있다.
마족은 19세기 이전에 푸남(Phù Nam)의 영향으로 정치적 통일과 계층화된 사회를 이루고 있었다. 그러나 이것은 프랑스 식민지화, 집단 간 전쟁, 노예 거래와 같은 다양한 요인으로 인해 무너졌다. 쯔로족은 몽크메르어를 사용하는 집단으로 일부 민족학자에 의해 마족의 하위 집단으로 구별된다. 또한 메콩 삼각주와 호치민시 인근 베트남 남부 동나이성에 있다.

## 문화
마족의 모국어 마어는 몽크메르어파에 속한다. 마족은 풍부한 민속적 자료를 가진다. 그 신화, 우화, 전설은 마족를 말하는데 있어서 빠뜨릴 수 없는 존재이다.

## 전통 의상
마족은 화려한 전통 의상으로 알려져 있다. 마족 여성은 무릎까지 닿는 스커트를 착용한다.